# STANAG 5066
STANAG 5066 est un standard de l'OTAN (faisant donc partie des standards STANAG) pour l'exécution d'applications sur des liens radios HF.

## Caractéristiques
Ce standard fonctionne avec un modem HF, et présente une interface à des applications, ainsi que la possibilité de piloter le modem. L'intérêt de ce format est de permettre une certaine efficacité sur des liens par nature peu fiables et de faible débit. De plus, ce protocole établit une claire séparation entre le niveau applicatif et le niveau physique (Modem, radio)
Ce protocole permet d'auto-adapter les paramètres modem (Baud-Rate et Interleaving) (Data rate Correction, DRC) aux conditions de propagation du signal HF. Il permet également de rechercher les fréquences radios les meilleures pour assurer une bonne transmission (Automatic Link Establishment, ALE). Enfin, il offre des capacités de retransmission sur erreur (Automatic Repeat-reQuest, ARQ) adaptés aux spécificités de la HF.
Une de ses fonctionnalités est une implémentation du protocole IP, spécifiquement adaptée, et dont les performances semblent supérieures aux autres implémentations.
Des protocoles spécifiques sont fournis au-dessus du 5066, mieux adaptés que IP aux conditions HF (faible débit, taux d'erreur important). Ils sont disponibles en haut de la pile 5066. Ils permettent, par exemple le transfert de messagerie HF (HF Message Transfer Protocol, HFTP ) ou offrent des modes de connexion permettant du transfert de fichier (Reliable Connection Oriented Protocol, RCOP)
Le protocole 5066 demande la mise en place d'un profil pour le déployer au sein d'un réseau.